# No Goodbye
No Goodbye è un singolo del cantante statunitense Sergio Sylvestre, il terzo estratto dal primo EP Big Boy pubblicato il 4 dicembre 2016.
Il brano è stato scritto da Ermal Meta.

## Video musicale
Il videoclip della canzone è stato diretto da Mauro Russo.

## Tracce
1. No Goodbye – 3:03